# سيسكين

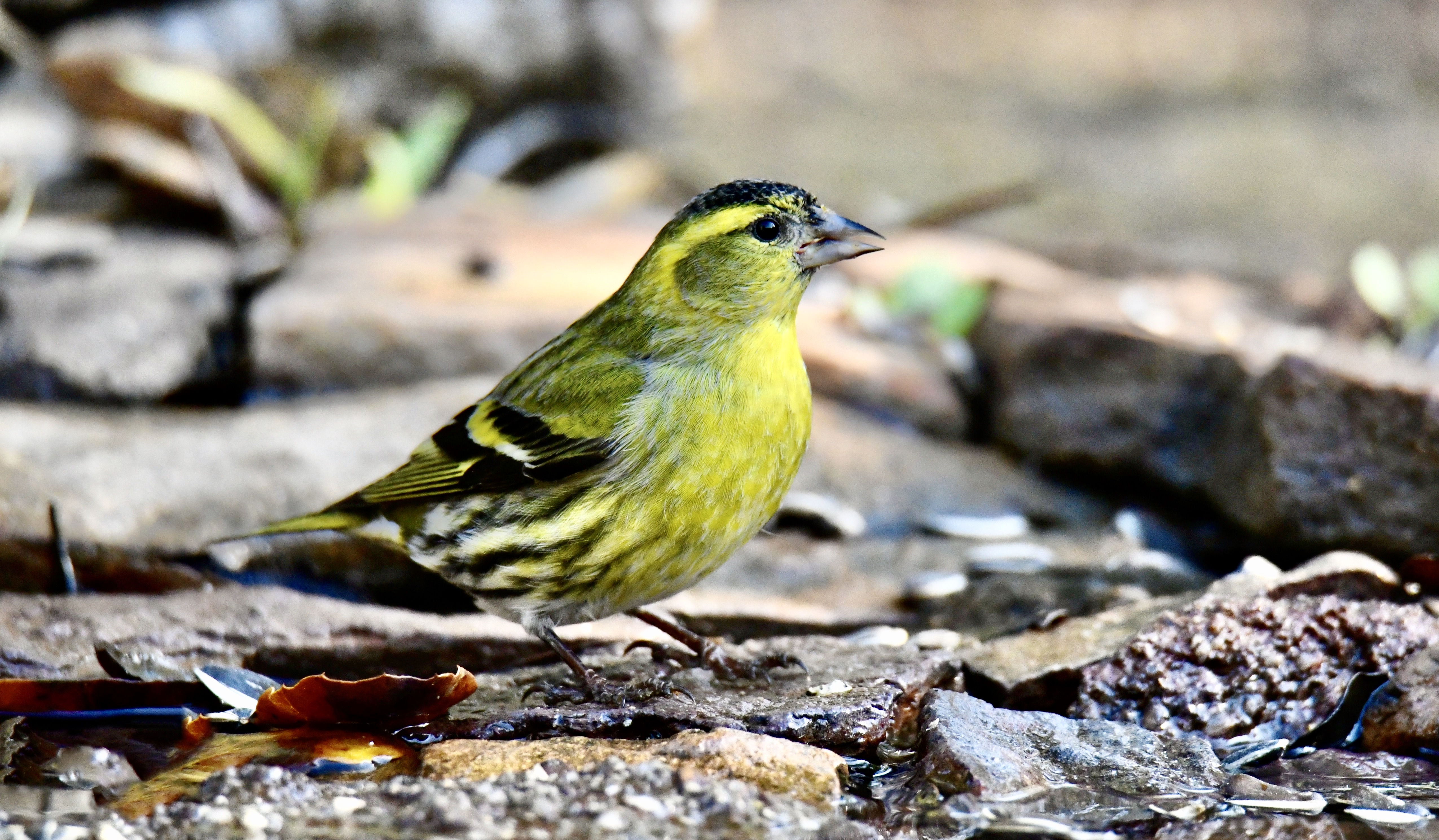
طائر السميلى (Spinus spinus).

يطلق اسم سيسكين (بالإنجليزية: siskin) عند الإشارة إلى طائر وهي كلمة مشتقة من العامية الألمانية (sisschen وzeischen)، وهي أشكال تصغير لكلمات الألمانية العليا الوسطى (zîsec) والألمانية الدنيا الوسطى (ziseke وsisek)، مع كلمات متشابهة في اللغات السلافية، مثل الكلمة التشيكية (čížek)؛ هذه الأسماء أصلها محاكاة صوتية.
سجل اسم سيسكين لأول مرة في اللغة الإنجليزية المكتوبة عام 1544 في كتاب ويليام تورنر "Avium praecipuarum, quarum apud Plinium et Aristotelem mentio est, brevis et succincta historia"، في إشارة إلى طائر السميلى (Spinus spinus).

## طيور السيسكين
كعتر (Spinus)
- حسون أنديزي Spinus spinescens
- حسون دومينيكاني Spinus dominicensis
- حسون أسود Spinus atratus
- حسون أسود الأذنين Spinus atriceps
- حسون أسود الحنك Spinus barbatus
- حسون أسود الرأس Spinus notatus
- حسون الشوك Spinus spinus
- حسون مقنع Spinus magellanicus
- حسون الزيتون Spinus olivaceus
- حسون الصنوبر Spinus pinus
- حسون أحمر Spinus cucullatus
- حسون الزفران Spinus siemiradzkii
- حسون ضخم البطن Spinus crassirostris
- حسون أصفر البطن Spinus xanthogastrus
- حسون أصفر الوجه Spinus yarrellii
- حسون أصفر المؤخرة Spinus uropygialis

رقاح (Crithagra)
- رقاح الكيب Crithagra totta
- رقاح دراكينسبرغ Crithagra symonsi

```
(
Serinus
)
```

- سيسكين حبشي Serinus nigriceps